# Hermann Häring
Hermann Häring, född 1937 i Pforzheim, är en tysk humanist. 
Han studerade filosofi i München och teologi vid universitetet i Tübingen. Från 1970 till 1980 var Häring vetenskaplig medarbetare vid Institutet för ekumenisk forskning i Tübingen under ledning av Hans Küng. 
Han undervisade från 1980 i systematisk teologi vid universitetet i Nijmegen och blev 1999 professor för vetenskapsteori och teologi. Där byggde han upp ett interdisciplinärt institut för teologi, vetenskap och kultur. Han blev emeritus 2005.